# Victoria Rupes
La Victoria Rupes è una scarpata situata sulla superficie del pianeta Mercurio. La sua origine è da ricondursi ad una faglia inversa probabilmente originatasi durante la fase di contrazione del nucleo mercuriano per via del suo progressivo raffreddamento.
La rupes è dedicata alla nave Victoria, l'unica della spedizione di Ferdinando Magellano che portò a termine la circumnavigazione del globo. A sua volta dà il nome alla maglia H-2 di Mercurio, precedentemente nota come Aurora.